# Diva Destruction
Diva Destruction — американская готик-рок-группа из Лос-Анджелеса. На сегодняшний день единственной участницей группы является Дебра Фогарти. По мнению некоторых критиков, Diva Destruction — один из примечательных «молодых» коллективов, сохраняющих популярность в условиях общего ухода готической музыки в андеграунд.

## История
Проект Diva Destruction был основан в начале 1998 года певицей Деброй Фогарти. Вскоре в его состав вошла вторая вокалистка Северина Сол, в то время выступавшая в составе индастриал-группы Fockewolf. Примечательно, что и Фогарти, и Сол незадолго до этого претендовали на вакантное место вокалистки коллектива The Razor Skyline, однако не прошли отбор.
В 1999 году Фогарти и Сол (при незначительном содействии бывшего участника Faith and the Muse Джереми Мезы) выпустили на собственном лейбле дебютный альбом Passion’s Price. Диск получил восторженные отзывы критиков, а первый сингл с него «The Broken Ones» стал хитом готических клубов и вошёл в компиляцию The Unquiet Grave 2000, изданную известным лейблом Cleopatra Records.
После выхода Passion’s Price Дебра Фогарти привлекла к сотрудничеству новых музыкантов (преимущественно для концертных выступлений) — гитариста Бенна Ра, ударника Джимми Кливленда и клавишницу Шэрон Стоун. Некоторое время спустя Кливленда заменил барабанщик, известный под псевдонимом Антем. В таком составе Diva Destruction записали второй студийный альбом Exposing the Sickness, намного более холодно принятый рецензентами как в США, так и в Европе. Этот диск имел танцевальную направленность и был сурово раскритикован за примитивность мелодий и однообразность композиций.
Вскоре Дебра Фогарти приняла решение об окончательном преобразовании Diva Destruction в собственный сольный проект и уволила остальных музыкантов. Третий студийный альбом Run Cold она выпустила в 2006 году на лейбле Metropolis Records. Диск получил неоднозначные отзывы — если одни критики положительно оценили его, отметив среди достоинств Run Cold удачное сочетание электронных элементов и классического готик-рока 1980-х годов, то другие остались крайне недовольны альбомом, сочтя мелодии слишком вялыми и плохо запоминающимися, а композиции в целом — однотипными и неоригинальными.
В настоящее время проект по-прежнему активен. Согласно сообщению, опубликованному Деброй Фогарти на странице в Facebook, новый студийный альбом Diva Destruction должен выйти в 2012 году. Но группа не выпустила альбом. В 2023 году Дебра объявила в социальных сетях о выпуске сингла "Break Free" и концерте в апреле 2024 года в Лос-Анджелесе.

## Стиль, влияние
Критики описывают музыку проекта как «тёмную, мрачную и весьма мелодичную, однако при этом агрессивную», «умную и злую». В ней сочетаются электронные и традиционные для готик-рока элементы (к примеру, типично «готический» экспрессивный вокал на альбоме Passion’s Price совмещается с характерными для дарквейва гитарными партиями). По мнению Рика Андерсона, на творчество Дебры Фогарти наравне с индастриалом и электроникой могла оказать влияние классическая музыка. На диске Run Cold отчётливо проявилось влияние классических пост-панк исполнителей 1980-х годов, таких как Siouxsie and the Banshees. Позднее творчество Дебры Фогарти, по мнению европейских критиков, стало менее «танцевальным», а композиции — менее «хитовыми», однако качество вокала осталось высоким.

### Тематика текстов и сценический имидж
В отличие от многих готических групп, Diva Destruction совершенно не уделяет внимания мистическим или оккультным мотивам. Основной темой песен Дебры Фогарти являются межличностные отношения, воспринимаемые с крайне пессимистической точки зрения и рассматриваемые как источник боли и страданий; из-за некоторой узости тематики тексты композиций могут казаться слушателю очень похожими друг на друга.
Дебра Фогарти использует яркий, подчёркнуто эротизированный сценический имидж. Исследователи иногда относят Diva Destruction к тем коллективам, которые особенно явно демонстрируют специфическое восприятие женской сексуальности, распространённое в готической субкультуре.

## Дискография

### Студийные альбомы
- Passion's Price (1999)
- Exposing the Sickness (2003)
- Run Cold (2006)

### Синглы
- «The Broken Ones» (1999)
- «Break Free» (2023)